# Божията нивица
„Божията нивица“ (на английски: God's Little Acre) е роман на американския писател Ърскин Колдуел. За първи път е издаден през 1933 г. Заради откровено сексуалните сцени, които съдържа, през април, същата година, писателят е подведен под съдебна отговорност за разпространение на порнография, но впоследствие е оправдан. „Божията нивица“ е най-популярната книга на Колдуел; от нея са продадени над 10 милиона копия. 

## Адаптации
През 1958 г. по книгата е направен едноименен филм с режисьор Антъни Ман.